# Miguel Ángel Mayé
Miguel Ángel Mayé Ngomo (Ebebiyín, 1990. december 8. –) egyenlítői-guineai válogatott labdarúgó, az Akonangui játékosa.
Az Egyenlítői-guineai válogatott tagjaként részt vesz a 2015-ös afrikai nemzetek kupáján.